# Himedži (Hjógo)

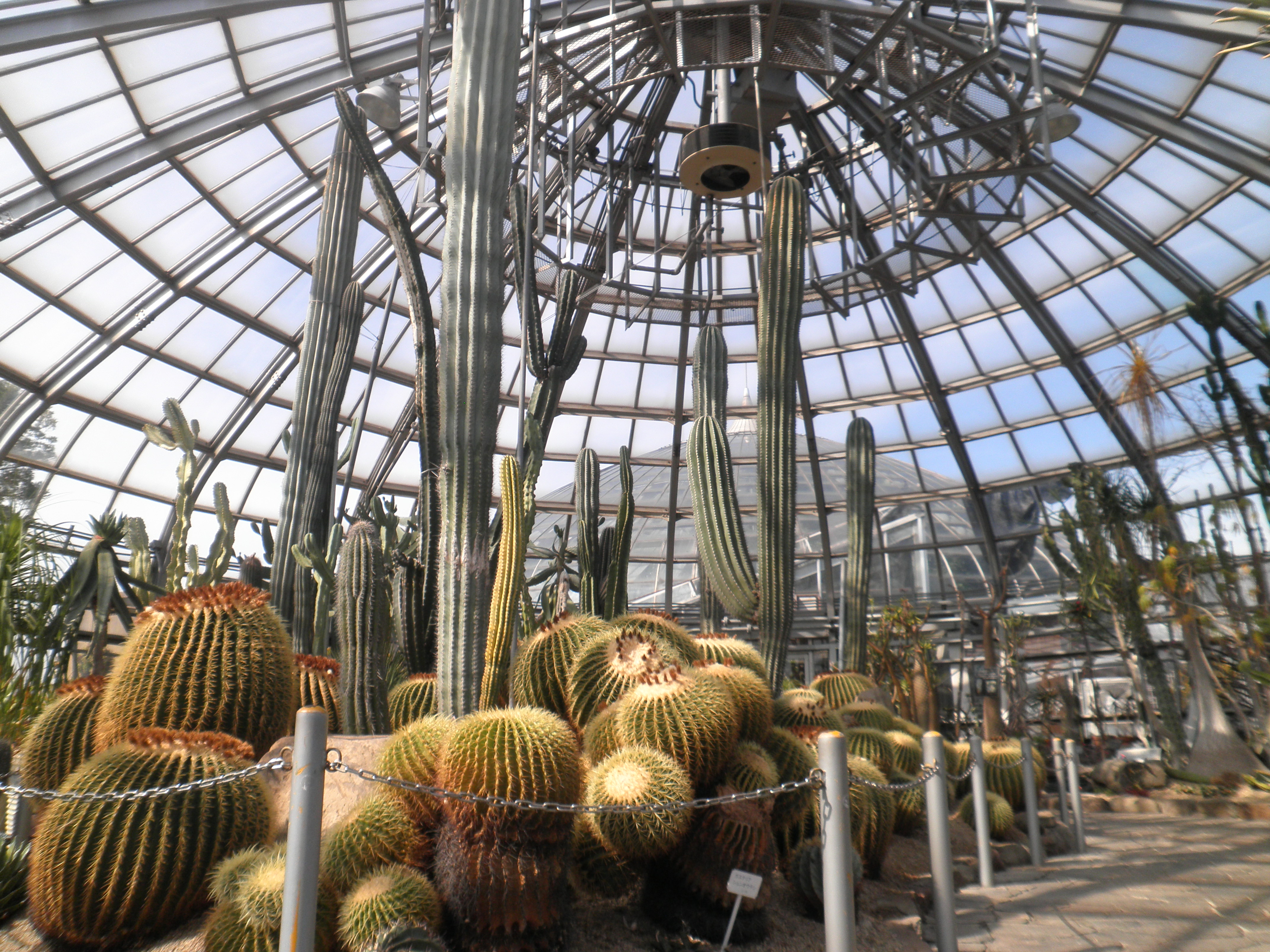
Botanická zahrada Tegarayama

Himedži (japonsky: 姫路) je město v Japonsku s přibližně 535 tisíci obyvateli. Leží na jihozápadním konci ostrova Honšú na pobřeží moře Harima-nada (japonsky: 播磨灘), což je okrajové moře Tichého oceánu, oddělující ostrovy Honšú a Šikoku.
Ve městě se nachází např. historický hrad Himedži, Unga park, Tegarayama park, ale i velké přístaviště.
Starostou města je Toshikatsu Iwami (od dubna 2003).
51,7% (277 000) obyvatel města tvoří ženy, zbytek 48,3% (258 000) muži.
25,22% obyvatel města tvoří lidé starší 65 let (lidé od 0-14 tvoří pouze 14,1%).
V současné době obyvatel Himedži ubývá (cca 0,02% ročně).

## Partnerská města
- Adelaide, Austrálie (1982)
- Curitiba, Brazílie
- Čchangwon, Jižní Korea
- Charleroi, Belgie
- Macumoto, Japonsko
- Phoenix, Spojené státy americké
- Tchaj-jüan, Čína
- Tottori, Japonsko